# Stora Gallbyskäret
Stora Gallbyskäret är öar i Finland. De ligger i Norra Östersjön eller Skärgårdshavet och i kommunen Kimitoön i landskapet Egentliga Finland, i den sydvästra delen av landet. Öarna ligger omkring 74 kilometer söder om Åbo och omkring 150 kilometer väster om Helsingfors. Stora Gallbyskäret ligger 4 meter över havet.
Arean för den av öarna koordinaterna pekar på är 3,1 hektar och dess största längd är 380 meter i öst-västlig riktning.